# ウルグアイサッカー連盟
ウルグアイサッカー連盟（スペイン語: Federación Uruguaya de Football）は、かつてウルグアイに存在したサッカーを統括する競技運営団体。略称はFUF。ウルグアイサッカー協会（Asociación Uruguaya de Fútbol、AUF）とは別組織。アマチュアリーグ時代の1923年から1925年にかけてAUFとFUFは併存し、2つの国内リーグが存在した。
この記事では、ウルグアイサッカー連盟（FUF）の他、FUFが主催した1923年から1925年の国内リーグ、および、FUFの解散に伴って設置されたコンセホ・プロビソリオ（Consejo Provisorio、暫定理事会）が主催した1926年の国内リーグについても述べる。

## 概要
アルゼンチンでは、1919年にアルゼンチンサッカー協会（Asociación Argentina de Football、AAF（現在のAFA））からアマチュアサッカー協会（Asociación Amateurs de Football、AAmF）が分離した。1921年のウルグアイ国内リーグを制したペニャロールは、AAF優勝クラブのウラカンではなく、AAmF優勝クラブのラシン・クラブとコパ・アルダオを戦いたいと考えていたが、国際サッカー連盟（FIFA）から認可されていないAAmFとの試合は禁じられていた。
1922年11月12日、ペニャロールとセントラル（現在のセントラル・エスパニョール）は、ウルグアイサッカー協会（AUF）の規約に反してラシン・クラブ、インデペンディエンテと試合を行った。ペニャロールとセントラルはその日のうちにAUFから除籍された。11月22日、ペニャロールとセントラルはウルグアイサッカー連盟（FUF）を設立。翌1923シーズンから、従来のAUF主催の国内リーグと並行して、FUF主催の独自の国内リーグを開催した。
その結果、1923年から1925年までの3シーズン、ウルグアイの国内リーグは、FIFAに認可されたAUF主催リーグと、AUFと対立するFUF主催リーグの2リーグに分裂する事態となった。事態の収拾のため、1925年にはウルグアイ政府が介入する騒ぎとなり、1925シーズンの国内リーグはAUF、FUFともにシーズン途中で打ち切られた。ホセ・セラート大統領の仲裁の下、AUFとFUFを再統合してコンセホ・プロビソリオ（Consejo Provisorio、暫定理事会）が設置された。1926シーズンはコンセホ・プロビソリオによって国内リーグが運営された。1925シーズン途中から中断されていたAUF主催の国内リーグは、FUFとの再統合を経て1927シーズンから再開された。AUFは現在でも、1923年から1925年まで存在したFUF主催の国内リーグと、1926年のコンセホ・プロビソリオ主催の国内リーグを公式記録として認めていない。

## FUF主催リーグ
FUF主催の国内リーグは、プリメーラ・ディビシオン（Primera División、1部）、ディビシオナル・インテルメディア（Divisional Intermedia、2部）、ディビシオナル・エクストラ（Divisional Extra、3部）で構成され、すべてのカテゴリーでAUF主催リーグと並行してリーグ運営した。FUFの解散後、一部のクラブはAUFに移籍したが、他の多くのクラブは姿を消した。

### 1923シーズン
FUF主催リーグの最初のシーズン。32クラブが参加した。下位17クラブがシーズン終了後にセグンダ・ディビシオンに降格した。
アトレティコ・ワンダラーズ（Atlético Wanderers）が優勝した。モンテビデオ・ワンダラーズは、AUF主催リーグへの参加を継続しながら、FUF主催リーグにも別チームとして参加した。AUFにはモンテビデオ・ワンダラーズとして、FUFにはアトレティコ・ワンダラーズとして参加した。同様の形態をとったクラブは他にもいくつか存在する。

### 1924シーズン
FUF主催リーグの2年目のシーズン。17クラブが参加して、ペニャロールが優勝した。翌1925シーズンが途中で打ち切られたため、事実上最後の大会となった。

### 1925シーズン
ウルグアイサッカーの再統一を目指す交渉のため、AUF、FUFともに国内リーグがシーズン途中で打ち切られた。

### 歴代大会結果（プリメーラ・ディビシオン）
| シーズン | 優勝                       | 2位                        | 3位                    | 4位                    | クラブ数               |
| -------- | -------------------------- | -------------------------- | ---------------------- | ---------------------- | ---------------------- |
| 1923     | アトレティコ・ワンダラーズ | ペニャロール               | リト・クアドラード     | セントラル             | 32                     |
| 1924     | ペニャロール               | アトレティコ・ワンダラーズ | リト・クアドラード     | オリンピア             | 17                     |
| 1925     | シーズン途中で打ち切り     | シーズン途中で打ち切り     | シーズン途中で打ち切り | シーズン途中で打ち切り | シーズン途中で打ち切り |

## コンセホ・プロビソリオ主催リーグ

### 1926シーズン
コンセホ・プロビソリオ主催の国内リーグは、セリエA（1部）とセリエB（2部）に分かれて実施された。セリエAはペニャロールが、セリエBはベジャ・ビスタがそれぞれ優勝した。しかし、FUFによって主催された国内リーグ同様、この大会はAUFに公式記録として認められていない。

### 歴代大会結果（セリエA）
| シーズン | 優勝         | 2位                        | 3位                    | 4位                      | クラブ数 |
| -------- | ------------ | -------------------------- | ---------------------- | ------------------------ | -------- |
| 1926     | ペニャロール | モンテビデオ・ワンダラーズ | ランプラ・ジュニオルス | ナシオナル・モンテビデオ | 10       |